# がんばれ!Victory
がんばれ！Victory（がんばれ！ビクトリー、略称：がんビク）は、佐賀県唐津市の小学校の同級生で結成された5人組ガールズバンド。所属レコード会社は、ポニーキャニオン。所属プロダクションは、エイジアプロモーション。2017年5月解散。

## 概要
活動テーマは「絶対生音主義バンドル」「平成オールドロック」。「絶対生音主義」は生演奏の音だけでライブを行うという事、「平成オールドロック」は1970年代 - 1980年代のロックの良さをわかりやすく伝えることを目標としている。都内を中心にライブ活動を行っていた。2017年5月20日で解散（詳細は後述の通り）。

## メンバー
| 人名                 | 生年月日               | 血液型 | 担当     | キャッチフレーズ   | 備考                                                                                   |
| -------------------- | ---------------------- | ------ | -------- | ------------------ | -------------------------------------------------------------------------------------- |
| あやき（井本文稀）   | 1995年11月28日（29歳） | A型    | ボーカル | King of ポンコツ   | 背番号は"100" ポンコツすぎるため育成契約                                               |
| れな（徳久礼奈）     | 1995年6月6日（29歳）   | A型    | ギター   | 天然リーダー       | 背番号は"2" 当時ニューヨーク・ヤンキースのキャプテンだったデレク・ジーターの背番号から |
| まゆこ（吉田麻佑子） | 1995年10月26日（29歳） | B型    | ドラム   | 佐賀のゴジラ       | 背番号は"55" 当時の体重から                                                            |
| しのぶ（伊藤忍）     | 1995年6月13日（29歳）  | O型    | ベース   | 風邪気味お母さん   | 背番号は"6" 好きなスヌーピーが付けていた背番号から                                     |
| みなみ（吉田南美）   | 1995年9月23日（29歳）  | A型    | ギター   | 世間知らずの内弁慶 | 背番号は"39" 資料サイトによる出身高校の当時の偏差値から                                |

## 略歴
- 2006年 - みなみとその従姉妹のMADOKA(たんこぶちん)の当時小5の2人が、上級生バンドの演奏を見てそれを指導していた横井泉先生にバンドをやりたい旨を伝えるが先生が多忙なため一度断られた。
- 2007年 - 6年生になり再び2人で先生にお願いに行ったところメンバーを集めなさいと言われ同級生に声を掛け十数名が集まった。
楽器割りなどを決め練習する中で当初はその都度演奏メンバーを組み替えていたが、コンテスト出場の際に先生によって課題曲の好みで2つのバンドに分けられた。
そのうちのひとつが「Victory」と命名される。(もう片方は「たんこぶちん」となる)[1]。
- 2007年010月 - Music Revolution九州ファイナル出場[2]。
- 2008年02月 - 唐津ジュニア音楽祭 ミュージック部門 グランプリ受賞。
- 2010年05月 - 島村楽器 NEXT in 長崎 優勝[3]。
- 2011年07月 - TEENS ROCK IN HITACHINAKAで優勝。
- 2011年08月 - ROCK IN JAPAN FESTIVAL 2011に出演。(当時史上最年少)
- 2011年11月25日 - シングル「NIJI」でCDデビュー。
- 2012年08月17日 - 2ndシングル「HOME」発売。
- 2013年04月 - TOKYO MX ガールズバンドオーディション 「MilkyBunny2700」グランプリ。
- 2014年01月22日 - ファーストミニアルバム「KGSD」発売。
- 2014年03月 - 高校卒業を機に、活動の拠点を東京に移す。
- 2014年11月26日 - 3rdシングル「ふらいはい!!!」発売。
- 2014年12月02日 - ニコニコ生放送の番組内にてミッションの結果が発表され、ミッション達成により2015年にポニーキャニオンよりメジャーデビューが決定。
- 2014年12月29日 - 年間ライブ本数100本達成を記念し、私設応援団を設立。同日に新曲「また明日」を初披露。
- 2015年03月23日 - コンベンションライブにて、メンバーの表記をそれまでのローマ字から平仮名への変更が発表。
- 2015年05月20日 - メジャーデビュー・シングル「全力！スタート/夢のつづき」発売。
- 2017年04月22日 - 解散を発表[4]。
- 2017年05月20日 - 赤坂BLITZでラストライブ「今夜は赤ブリで全力！に決まっとろうもん！」を開催し解散。10年の活動に幕を降ろした。

- 解散後 - しのぶ、みなみ両名は芸能活動の継続について発表がないまま、2017年7月にTwitterアカウントが消滅（みなみは後に「現在は一般人」と紹介されつつ、れなのツイートに登場した）。あやきはソロシンガー及び舞台女優に転向、まゆこはドラマーの他にDJとしても活動する形でライブへの出演を開始し、2018年3月からはバンドcOups.を立ち上げリーダーを務めている。れなも約1年の充電期間を経て、2018年6月からシンガーソングライターとして活動を再開している。

## バンド名の由来
結成当時れながチアリーディングをしていてその中で英単語の中で一番かっこいい単語という理由で「Victory」になる。
その後、2014年7月21日にダイエット失敗のペナルティとして「がんばれ！Victory」に改名させられる。

## ミッション
2014年3月30日以降、ミッション(指令)がスタッフからメンバーに多数通達されている。
ミッションの成否により、それ以降の活動に大きな影響を与える決定がされる。
|   | 通達日         | ミッション内容 | 結果発表日     | 成否 | 結果                                                                           |
| - | -------------- | --- | -------------- | ---- | ------------------------------------------------------------------------------ |
| 1 | 2014年3月30日  | 7月21日までに「KGSD」をメンバーの手売りで500枚以上売ることができれば、 次作のCD発売することができる                       | 2014年7月21日  | ○    | 523枚を売り、 「ふらいはい!!!」発売が決まる                                    |
| 2 | 2014年6月21日  | 公開体重測定を行い、メンバー全員が目標体重以下でなければ グループ名が「Victory」から「がんばれ！Victory」に改名させられる | 2014年7月21日  | ×    | 3名が目標体重を下回ることができず、 グループ名が「がんばれ！Victory」と変わる  |
| 3 | 2014年7月21日  | 2014年10月25日のライブの観客動員を満員(250人)にできれば、 TSUTAYA O-WESTでのライブが決定する                              | 2014年10月23日 | ○    | ライブ開催日2日前の10月23日にチケットが完売し、 TSUTAYA O-WESTでのライブが決定 |
| 4 | 2014年10月25日 | シングル「ふらいはい!!!」の発売週の売り上げ枚数が 2千枚以上になるとメジャーデビューが決定する                             | 2014年12月2日  | ○    | 初週で2011枚を売上メジャーデビューが決定                                       |
| 5 | 2014年12月2日  | 2015年2月22日の単独イベントのチケットを完売(200枚)出来ればニコニコ生放送の番組が2nd Seasonとして復活                      | 2015年2月17日  | ○    | チケットが完売した為、レギュラー番組が復活                                     |
| 6 | 2015年3月28日  | メジャーデビューシングル「全力！スタート」出来高報酬が発表                                                                |                | ？   |                                                                                |

## ディスコグラフィ

### シングル
|              | 発売日         | タイトル                  | 規格品番                                                                     | 販売形態                                                 | 仕様                    | 最高位       | 備考 |
| インディーズ | インディーズ   | インディーズ              | インディーズ                                                                 | インディーズ                                             | インディーズ            | インディーズ | インディーズ |
| ------------ | -------------- | ------------------------- | ---------------------------------------------------------------------------- | -------------------------------------------------------- | ----------------------- | ------------ | --- |
| 1st          | 2011年11月25日 | NIJI                      | KMVI-001                                                                     | 通常盤                                                   | CD                      | -            | - |
| 2nd          | 2012年8月17日  | HOME                      | KMVI-002                                                                     | 通常盤                                                   | CD                      | -            | - |
| 3rd          | 2014年11月26日 | ふらいはい!!!             | RCSP-0047 RCSP-0048 RCSP-0049                                                | 通常盤 初回盤A 初回盤B                                   | CD                      | 45位         | - |
| メジャー     |                |                           |                                                                              |                                                          |                         |              | |
| 1st          | 2015年5月20日  | 全力！スタート/夢のつづき | PCCA-04200 PCCA-70436 PCCA-4201 PCCA-4202 PCCA-4203 PCCA-4204 PCCA-4205      | 初回盤 通常盤 あやき盤 れな盤 まゆこ盤 しのぶ盤 みなみ盤 | 初回盤(CD+DVD) 他CDのみ | 32位         | 各個人盤にはメンバー作詞作曲のデモ音源が収録 あやき盤「scarred (仮)」 れな盤「Don't worry (仮)」 まゆこ盤「ずっと (仮)」 しのぶ盤「Dreamer (仮)」 みなみ盤「Simple thing (仮)」 投票により「scarred」が今後の作品に採用されることが決定した |
| 2nd          | 2015年9月2日   | ラリラリラ                | PCCA.04259 PCCA.70452 PCCA.04260 PCCA.04261 PCCA.04262 PCCA.04263 PCCA.04264 | 初回盤 通常盤 あやき盤 れな盤 まゆこ盤 しのぶ盤 みなみ盤 | 初回盤(CD+DVD) 他CDのみ | 28位         | 各個人盤には各自作詞作曲のデモ音源が収録 あやき盤「Hello (仮)」 れな盤「ここから (仮)」 まゆこ盤「Go my way (仮)」 しのぶ盤「ニューデイズ (仮)」 みなみ盤「リズム (仮)」 投票により「Go my way」が今後の作品に採用されることが決定した      |
| 3rd          | 2016年1月27日  | 青春!ヒーロー             | PCCA.04328 PCCA.70467 PCCA.04329 PCCA.04330 PCCA.04331 PCCA.04332 PCCA.04333 | 初回盤 通常盤 あやき盤 れな盤 まゆこ盤 しのぶ盤 みなみ盤 | 初回盤(CD+DVD) 他CDのみ | 21位         | 各個人盤には各自作詞作曲のデモ音源が収録 あやき盤「マイライフ (仮)」 れな盤「my (仮)」 まゆこ盤「Friend (仮)」 しのぶ盤「モノクロ (仮)」 みなみ盤「パレット (仮)」 投票により「パレット」がアルバム収録曲に採用されることが決定した         |

### アルバム
|     | 発売日        | タイトル | 規格品番              | 販売形態      | 仕様          | 最高位 | 備考 |
| --- | ------------- | -------- | --------------------- | ------------- | ------------- | ------ | ---- |
| 1st | 2016年3月16日 | 十代発表 | PCCA.04358 PCCA.04359 | 初回盤 通常盤 | CD+DVD CDのみ | 36位   |      |

### ミニアルバム
|     | 発売日        | タイトル | 規格 | 規格品番  | 最高位 | 備考         |
| --- | ------------- | -------- | ---- | --------- | ------ | ------------ |
| 1st | 2014年1月22日 | KGSD     | CD   | RCSP-0044 | 206位  | インディーズ |

## タイアップ
| 楽曲名         | タイアップ先 | 収録作品                      |
| -------------- | --- | ----------------------------- |
| ふらいはい!!!  | フジテレビ系『ミューサタ』2014年11月度エンディングテーマ 東京メトロポリタンテレビジョン『戦闘未来少女19→20』エンディングテーマ                         | 「ふらいはい!!!」             |
| 全力！スタート | TBS系『COUNT DOWN TV』2015年5月度エンディングテーマ 新潟総合テレビ『スマイルスタジアム』2015年5月・6月度エンディングテーマ                             | 「全力！スタート/夢のつづき」 |
| 夢のつづき     | NHK Eテレアニメ『ベイビーステップ』第2シリーズ・エンディングテーマ                                                                                     | 「全力！スタート/夢のつづき」 |
| ラリラリラ     | 中京テレビ・日本テレビ系『㊙荷物!開封バラエティー ビックラコイタ箱』2015年8月度エンディングテーマ テレビ埼玉『高校野球中継』2015年度エンディングテーマ | 「ラリラリラ」                |
| 三三七拍子     | テレビ埼玉『ライオンズアワー』2016年シーズンテーマソング・『LIONS CHANNEL』2016年シーズンエンディングテーマ                                            | 「十代発表」                  |

## ライブ・イベント

### ワンマンライブ・単独イベント
| 開催期日       | 公演タイトル | 場所                   | 備考 |
| -------------- | --- | ---------------------- | --- |
| 2014年3月30日  | Victory LIVE〜一回の表〜 | 東京・新宿レッドクロス | ワンマンライブ |
| 2014年7月21日  | Victory LIVE 二回の表「次回CDリリースできるかな?」大発表会                                                                                        | 東京・TSUTAYA O-Crest  | 単独イベント |
| 2014年10月25日 | がんばれ！Victory LIVE 二回の裏「CDリリース直前！大決起集会」                                                                                     | 東京・TSUTAYA O-nest   | ワンマンライブ |
| 2015年2月22日  | がんばれ！Victory キャンプ三回の表「ワンマンまで待ち切れない!!真冬の強化トレーニング」                                                            | 東京・TSUTAYA O-Crest  | 単独イベント |
| 2015年3月23日  | がんばれ！Victoryオープン戦 三回の裏『ダメなら即2軍！レギュラーは自力でつかみ取れ!!1軍レギュラー争奪コンベンションライブ                          | 東京・代官山LOOP       | コンベンションライブ |
| 2015年6月13日  | がんばれ！Victoryメジャーデビューリリース記念 全力！ライブ がんばれ！Victory 全力！LIVE 三回の裏2アウト2・3塁 「1塁空いてますがここは勝負です！」 | 東京・渋谷eggman       | ワンマンライブ、 れな、しのぶ生誕祭 |
| 2015年9月12日  | がんばれ！Victory LIVE 四回の表 「晩夏の首位攻防戦！代打の神様見参!?」                                                                            | 東京・TSUTAYA O-WEST   | ワンマンライブ |
| 2015年10月11日 | がんばれ！Victoryトライアウト四回の裏「凱旋LIVE」                                                                                                 | 佐賀・LIVE HOUSE GEILS | デビューシングルの出来高報酬が不達成だったため、改めてチケット予約数による条件が付けられ、規定数に達したことで開催された凱旋ワンマンライブ |
| 2017年5月20日  | 今夜は赤ブリで全力！に決まっとろうもん！ | 東京・赤坂BLITZ        | ラストライブ |

## メディア

### テレビ
- Green Days 〜佐賀県唐津の女子高生バンドの物語〜 （2014年7月、TOKYO MXほか）
- Japan Idol Festival 2015（2015年2月、BSスカパー!）
- MUSIC JAPAN（2015年5月17日、NHK総合）
- Green Days2 上京→メジャーデビュー編（2015年5月18日、スペースシャワーTV）
- 戦闘未来少女19→20 （2015年1月4日 - 、TOKYO MX） れなのみ

### ラジオ
- 古坂大魔王のアイドル倶楽部（2014年10月17日 - 2015年9月25日、ニッポン放送、毎月第3週金曜日）
- FM OSAKA E∞Tracks Selection 〜がんばれ!Victoryのがんばレイディオ〜（2016年1月12日 - 2015年9月25日、FM OSAKA、隔週火曜日）
- deeper deeper（2016年3月、TOKYO FM） - 2016年3月度パーソナリティ [12]
- オールナイトニッポンR（2016年4月9日、ニッポン放送）

### 雑誌
- Top Yell 2014年3月号
- GiRL POP 2014 SUMMER
- LIVEアイドル図鑑 vol.4

### インターネット
主催
- がんばれ!Victoryメジャーへの道 （2014年8月4日-10月20日、ニコニコ生放送（ch270：ポニーキャニオンちゃんねる））
- 復活!育成から支配下へ　がんばれ!Victory〜メジャーへの大発表会〜 （2014年12月2日、ニコニコ生放送（ch270））
- D-POP Projection 2014 「FUNNY! FUNNY! FUNNY!」（2014年12月21日、Ustream） 専門学校デジタルアーツ仙台主催イベント
- がんばれ!Vicotry新人王への道 (2015年4月2日初回放送日)
- がんばれ!Victoryオールナイトニッポンへの道 （2015年7月23日-9月10日、ニコニコ生放送（ch270：ポニーキャニオンちゃんねる））

- がんばれ!Victory〜年またぎ「青春！ヒーロー」〜 （2015年12月17日-2016年2月3日、ニコニコ生放送（ch270：ポニーキャニオンちゃんねる））

レギュラー
- ぽにきゃん!アイドル倶楽部（2014年7月21日・2015年2月9日 - ニコニコ生放送）2014年7月21日はゲストとして2015年2月9日よりレギュラーとして出演

### 広報
- 西武鉄道100周年記念「ライオンズ　イエローシリーズ」（2015年） - PR大使[13]